# Newton Martin Curtis

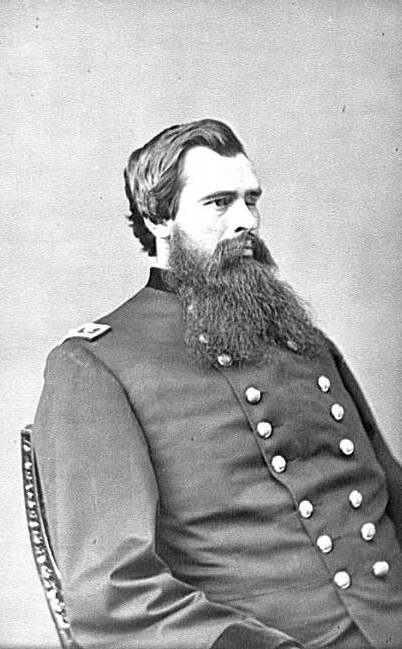
Newton Martin Curtis

Newton Martin Curtis (* 21. Mai 1835 in De Peyster, New York; † 8. Januar 1910 in New York City) war ein US-amerikanischer Offizier und Politiker. Zwischen 1891 und 1897 vertrat er den Bundesstaat New York im US-Repräsentantenhaus.

## Leben
Newton Martin Curtis besuchte Gemeinschaftsschulen und das Gouverneur Wesleyan Seminary. Seine Jugend war vom Mexikanisch-Amerikanischen Krieg überschattet.
Nach dem Ausbruch des Bürgerkrieges verpflichtete er sich in der US Army. Am 15. Mai 1861 trat er als Captain in die Kompanie G des 16. Regiments der New York Infantry ein. Er wurde am 23. Oktober 1862 zum Lieutenant Colonel im 142. Regiment der New York Infantry befördert. Eine weitere Beförderung folgte am 21. Januar 1863 zum Colonel. Am 28. Oktober 1864 ernannte man ihn zum Brevet-Brigadegeneral der Volunteers und am 15. Januar 1865 zum Brigadegeneral. Curtis erhielt am 13. März 1865 eine Beförderung zum Brevet-Generalmajor der Volunteers. Man verlieh ihm die Medal of Honor.
Curtis wurde 1866 zum Zolleinnehmer im Distrikt von Oswegatchie ernannt. 1867 berief man ihn zum Sonderermittler des Finanzministeriums – ein Posten, den er bis zu seinem Rücktritt 1880 innehatte. Zwischen 1880 und 1882 war er für das Justizministerium tätig. Er saß zwischen 1884 und 1890 in der New York State Assembly. Politisch gehörte er der Republikanischen Partei an.
Er wurde in einer Nachwahl im 22. Wahlbezirk von New York in den 52. Kongress gewählt, um dort die Vakanz zu füllen, die durch den Rücktritt von Leslie W. Russell entstand. Sein Sitz im US-Repräsentantenhaus nahm er am 3. November 1891 ein. Bei den Kongresswahlen des Jahres 1892 für den 53. Kongress wurde er in das US-Repräsentantenhaus gewählt. Er wurde einmal wiedergewählt. Da er auf eine erneute Kandidatur 1896 verzichtete, schied er nach dem 3. März 1897 aus dem Kongress aus. Während seiner letzten Amtszeit hatte er den Vorsitz im Committee on Election of President, Vice President, and Representatives.
1910 wurde er stellvertretender Generalinspekteur im National Home for Disabled Volunteer Soldiers. Er verstarb allerdings am 8. Januar 1910 in New York City. Sein Leichnam wurde dann auf dem Stadtfriedhof in Ogdensburg beigesetzt.